# 拉格蘭奇 (印地安納州蒂珀卡努縣)
拉格蘭奇（英語：LaGrange）是位於美國印地安納州蒂珀卡努縣的一個鬼鎮。

## 地理
拉格蘭奇所處的海拔高度為204米（即669英呎），而該地所採用的時區為UTC-5，即北美東部時區（EST）。同時該地設有夏令時間，為UTC-5調快一小時，即UTC-4（EDT）。